# 西門緊急停車駅
西門緊急停車駅（せいもんきんきゅうていしゃえき）は台湾台北市中正区および万華区に跨る中華路地下にある台湾鉄路管理局縦貫線の非常用の駅。縦貫線の台北地区地下化の際に非常時の脱出用として設置された。平常時は全ての列車が通過している。

## 歴史
- 1930年11月5日 - 新起町乗降場（しんきちょうじょうこうじょう）として開業した[1]。名称は付近の住所が新起町である事から名付けられた。単行のガソリンカーのみが停車し、駅位置は捷運の西門駅あたりであった。
- 1942年 - 廃止された[2]。
- 戦後、計画では1953年12月1日に西門駅として復活させる予定であったが[2]、駅所在地に（中国大陸から撤退して台湾に来た住民《外省人》の不法占拠による）違法建築群があって実現しなかった。
- 1989年9月2日 - 台北市街区間の地下化に伴い[3]、非常時の脱出用として西門緊急停車駅が設けられた[4]。

## 駅構造
- 海側の北行き線路に総延長346メートルの単式ホーム1面を持つ地下駅[5]。地上への出口は3箇所あり[6]、そのうちの2箇所が台北捷運西門駅へと通じている。

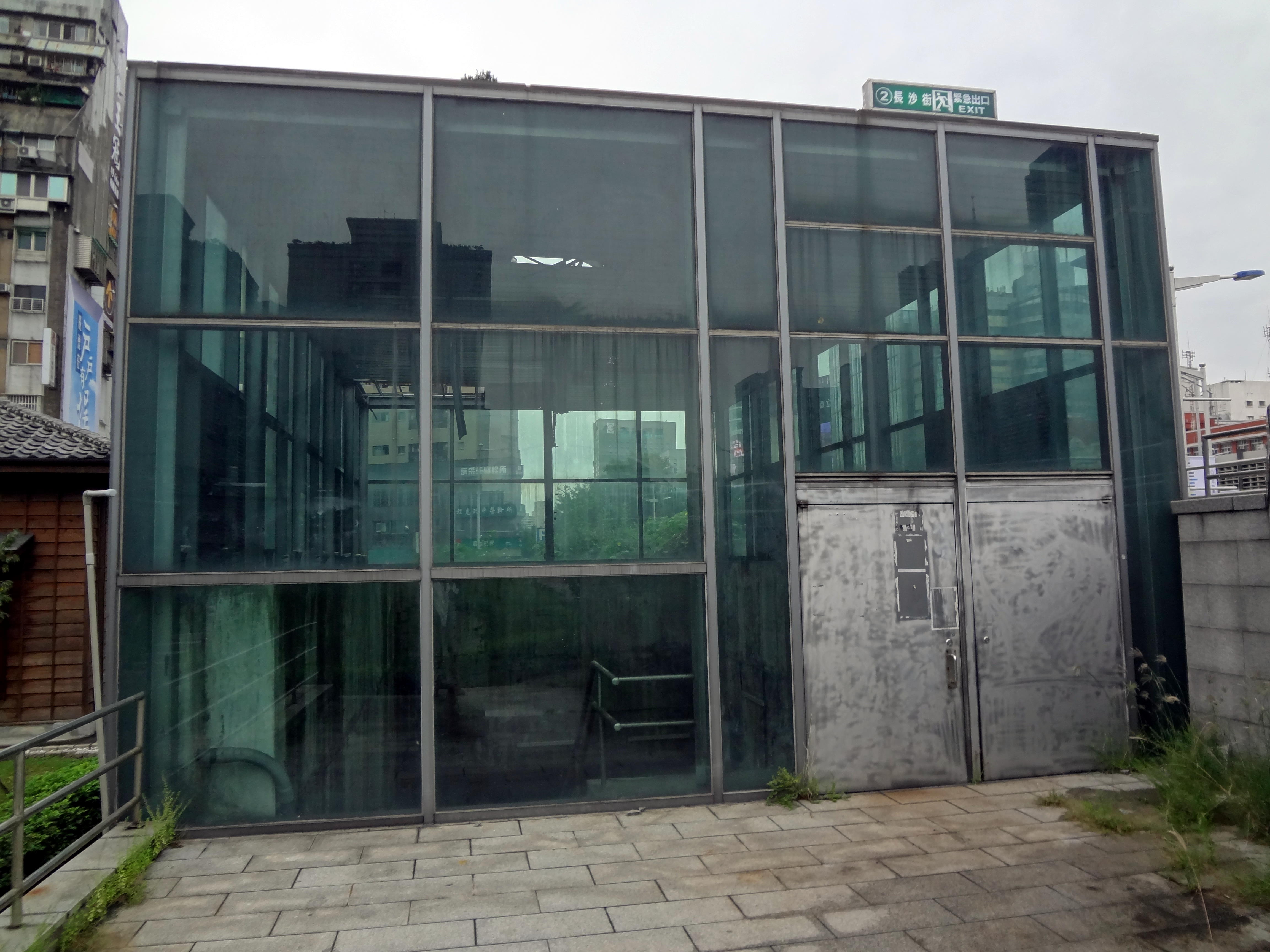
西門緊急停車駅2号出口（長沙街の本願寺（萬華406號廣場）付近）
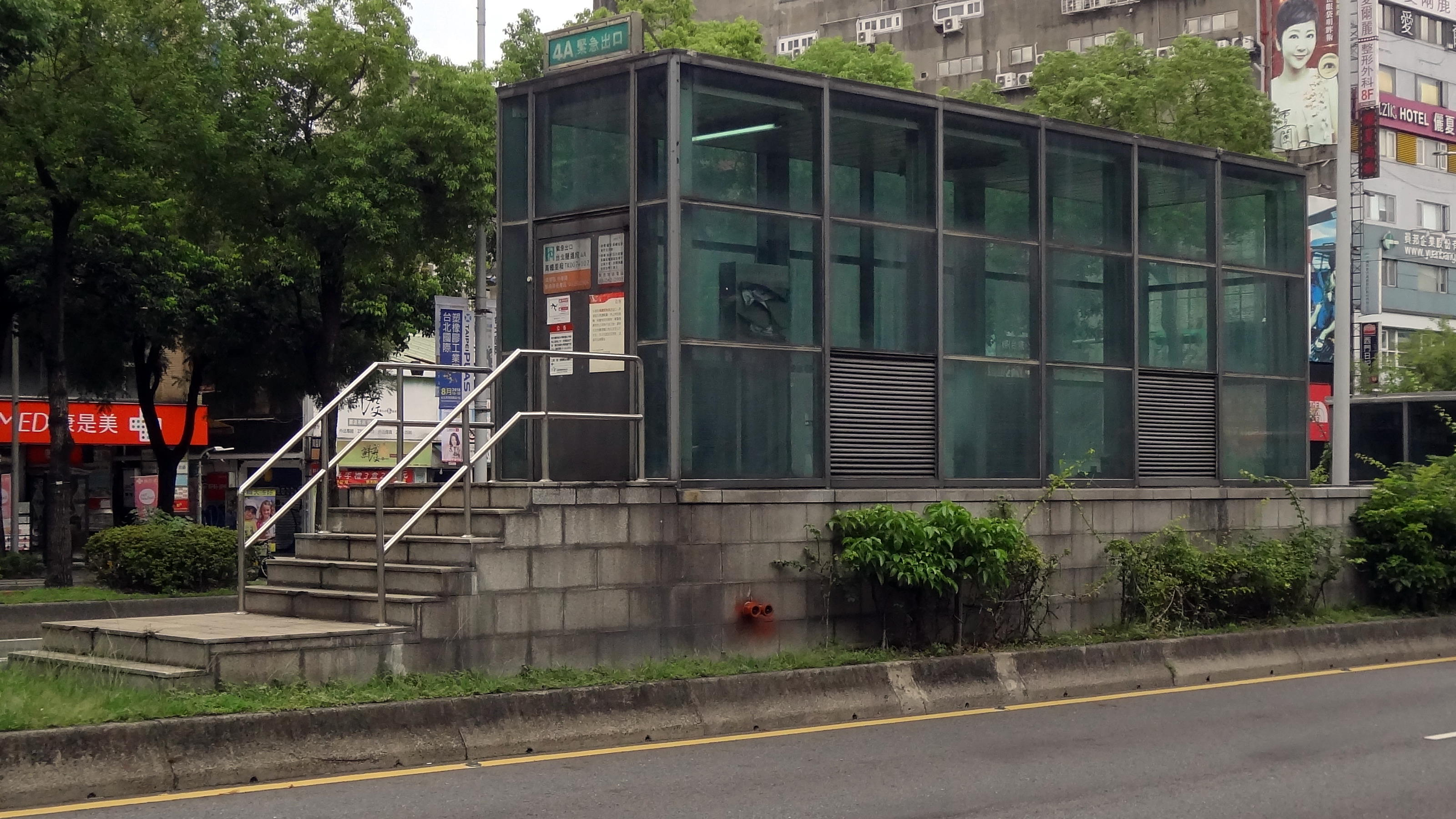
西門緊急停車駅4A出口（武昌街）
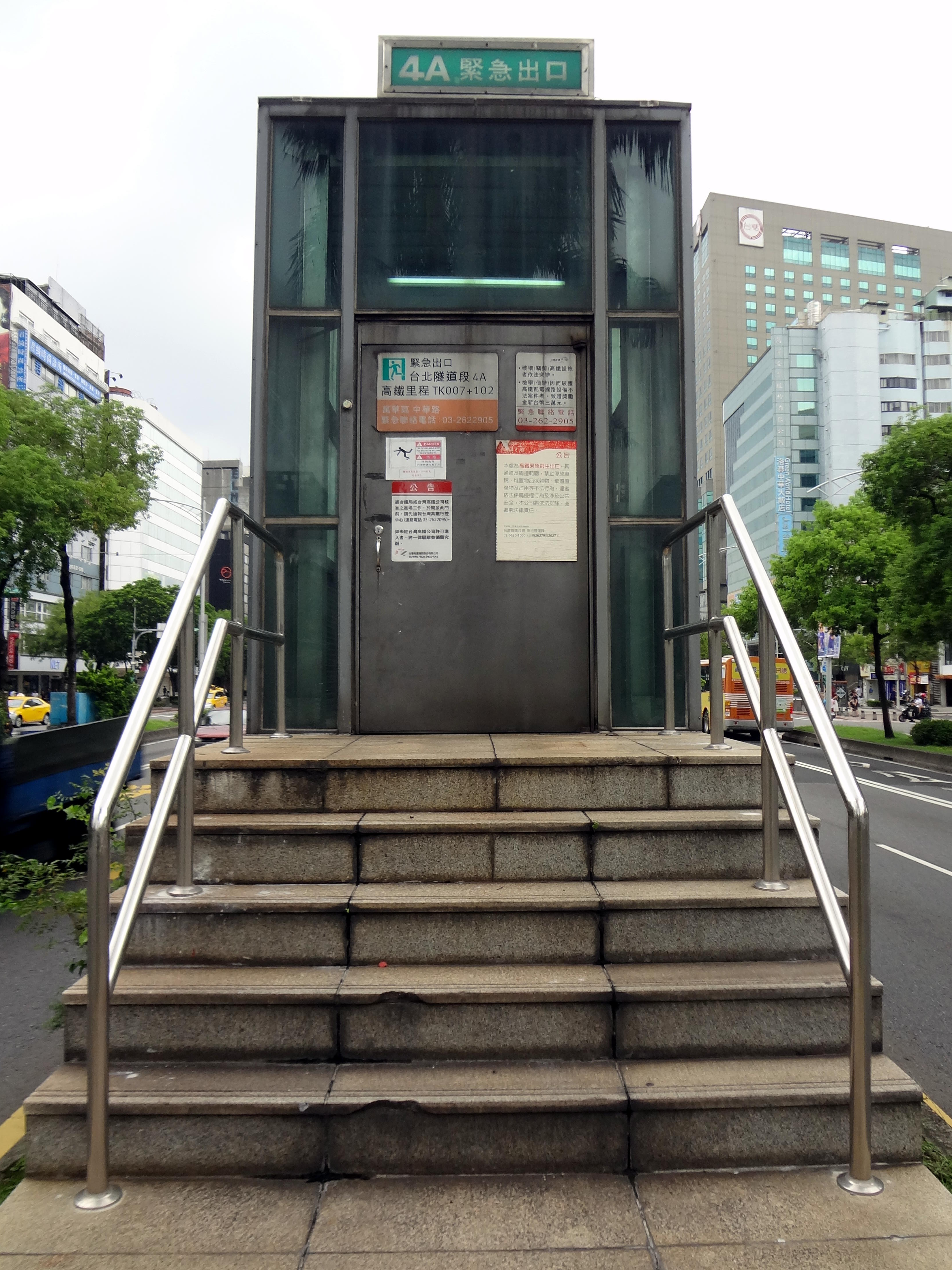
西門緊急停車駅4A出口
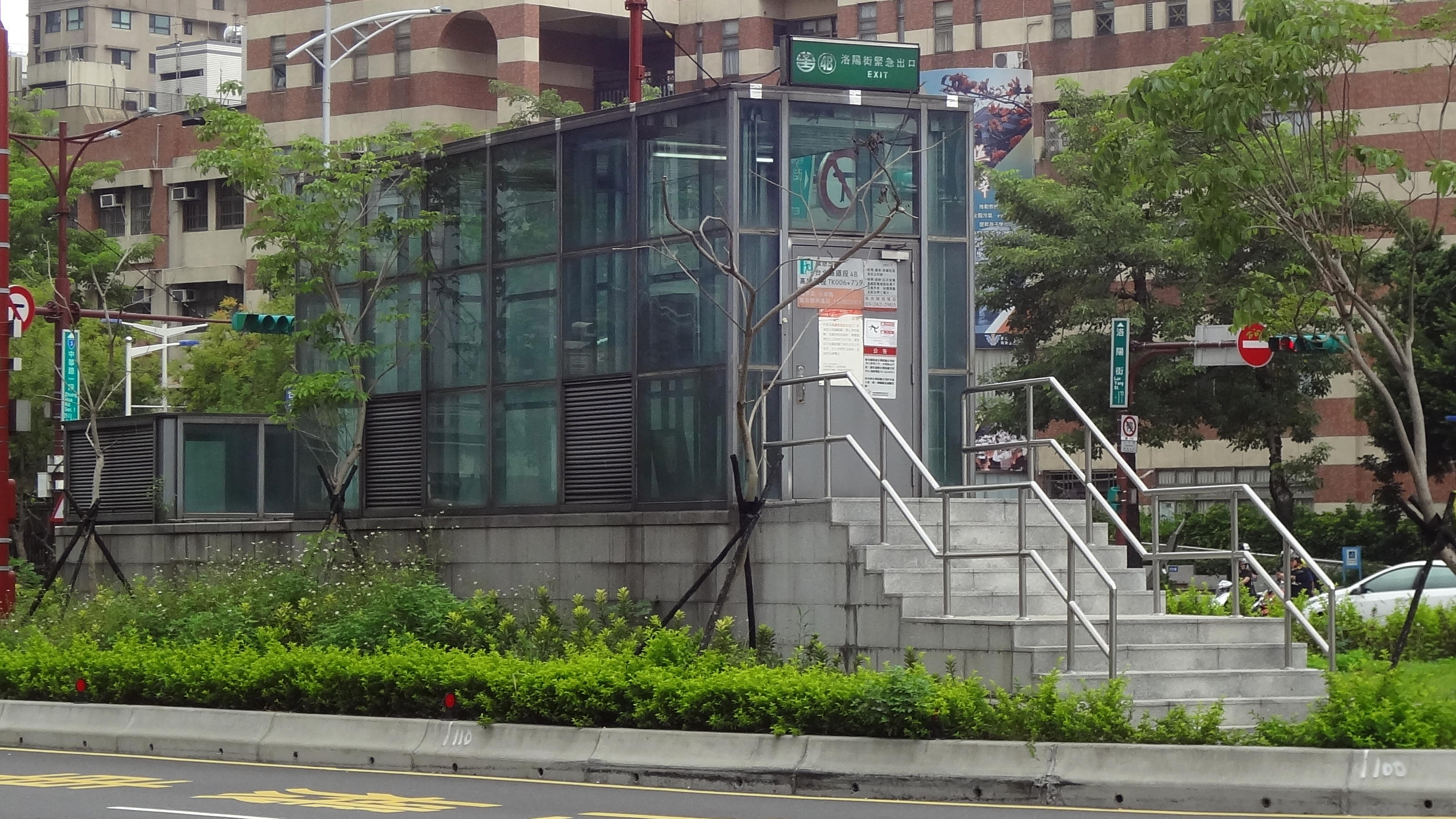
西門緊急停車駅4B出口（洛陽街）

## 利用状況
| 年       | 年間   | 年間   | 年間     | 年間   | 1日平均 | 1日平均 |
| 年       | 乗車   | 下車   | 乗降車計 | 出典   | 乗車    | 乗降車  |
| -------- | ------ | ------ | -------- | ------ | ------- | ------- |
| 1930年度 | 4,531  | 3,729  | 8,260    | [ 7 ]  | 47      | 85      |
| 1931年度 | 44,831 | 37,686 | 82,517   | [ 8 ]  | 122     | 225     |
| 1932年度 | 56,621 | 47,415 | 104,036  | [ 9 ]  | 155     | 285     |
| 1933年度 | 63,615 | 51,609 | 115,224  | [ 10 ] | 174     | 316     |
| 1934年度 | 68,386 | 55,766 | 124,152  | [ 11 ] | 187     | 340     |
| 1935年度 | 51,019 | 44,481 | 95,500   | [ 12 ] | 139     | 261     |
| 1936年度 | 45,159 | 42,448 | 87,607   | [ 13 ] | 124     | 240     |
| 1937年度 | 42,479 | 39,834 | 82,313   | [ 14 ] | 116     | 226     |
| 1938年度 | 34,606 | 35,292 | 69,898   | [ 15 ] | 95      | 192     |
| 資料なし |        |        |          |        |         |         |

## 駅周辺
- 本願寺台湾別院（西本願寺）
- 台北市政府警察局（中国語版）
- 台北市中山堂
- 捷運西門駅

## 隣の駅
台湾鉄路管理局
縦貫線
台北駅 - 西門緊急停車駅 - 萬華駅